# ميشيل لامبرت (ملحن)
ميشيل لامبرت (بالفرنسية: Michel Lambert)‏ هو مصمم رقص ومغني وملحن فرنسي، ولد في 1610 في Champigny-sur-Veude ‏ في فرنسا، وتوفي في 29 يونيو 1696 في باريس في فرنسا.

## وصلات خارجية
- ميشيل لامبرت على موقع ميوزك برينز (الإنجليزية)
- ميشيل لامبرت على موقع أول ميوزيك (الإنجليزية)
- ميشيل لامبرت على موقع ديسكوغز (الإنجليزية)